# Lernanthropus mugili
Lernanthropus mugili är en kräftdjursart. Lernanthropus mugili ingår i släktet Lernanthropus och familjen Lernanthropidae. Inga underarter finns listade i Catalogue of Life.